# Blaise (Ardennes)
Blaise is een plaats en voormalige gemeente in het Franse departement Ardennes in de regio Grand Est.

## Geschiedenis
Op 1 januari 1973 werd Blaise als commune associée opgenomen in de gemeente Vouziers. Op 1 januari 2016 fuseerde Vouziers met Terron-sur-Aisne en Vrizy tot een commune nouvelle Vouziers, waarbij Blaise de status van commune associée verloor. Op 13 februari 2020 kreeg Blaise de status van commune déléguée van de nieuwe gemeente.
Blaise · Chestres · Condé-lès-Vouziers · Terron-sur-Aisne · Vouziers · Vrizy